# Johann Breyer
Johann Breyer (* 30. Mai 1925 in Neuwalddorf, Tschechoslowakei, heute Slowakei; † 22. Juli 2014 in Philadelphia, Vereinigte Staaten) war ein Angehöriger der Waffen-SS, der im Zweiten Weltkrieg als Wachmann im KZ Auschwitz-Birkenau und im KZ Buchenwald tätig war. Seit 1952 lebte er in den USA.
Im Jahr 2013 erging aus Deutschland ein Auslieferungsgesuch und ein Haftbefehl, in dem er beschuldigt wurde, als Wachmann in Auschwitz Beihilfe zur Ermordung von Hunderttausenden von Juden geleistet zu haben. Er starb in einem Krankenhaus in Philadelphia, einen Tag bevor seine Auslieferung gerichtlich genehmigt wurde.

## Leben

### Bis 1945
Johann Breyer wurde in Neuwalddorf als Sohn des karpatendeutschen Bauern Johann Breyer geboren. Seine Mutter Katrina war in einer Vorstadt von Philadelphia aufgewachsen, die Tatsache ihrer amerikanischen Staatsbürgerschaft sollte im Lauf der gegen ihren Sohn angestrengten Verfahren eine bedeutende Rolle spielen. Johann Breyer besuchte deutsche Schulen. Er meldete sich als 17-Jähriger freiwillig zur Waffen-SS und wurde als Wachmann in einem Sturmbann der SS-Totenkopfverbände zunächst in Buchenwald und anschließend im Sommer 1944 in Birkenau eingesetzt. Obwohl er wusste, dass die dortigen Gefangenen getötet, gefoltert und für Menschenversuche missbraucht wurden, bestritt er jede persönliche Verantwortung an den grausamen Maßnahmen.

### In den USA
1952 emigrierte Breyer im Rahmen des Displaced Persons Act in die USA. Er ließ sich in Philadelphia nieder, arbeitete als Schlosser und erlangte 1957 die amerikanische Staatsbürgerschaft. Nachdem sein Name auf einer Liste des Wachpersonals in Auschwitz aufgefunden wurde, stellte das Office of Special Investigations (OSI) 1992 einen Antrag auf Ausbürgerung Breyers, mit der Begründung, seine Einreise in die USA sei unrechtmäßig erfolgt, da er als Mitglied der SS-Totenkopfverbände einer US-feindlichen Organisation angehört habe. Breyer bestritt diese Erwägungen keineswegs, sprach jedoch der Regierung das Recht ab, ihn auszubürgern, da seine Mutter in den USA geboren wurde. Der „Fall Breyer“ zog sich jahrelang hin. Zusätzliche Komplikationen ergaben sich daraus, dass er bei seinem Eintritt in die Waffen-SS noch nicht volljährig war. Zudem war kein standesamtlicher Geburtsschein von Breyers Mutter aufzufinden, und es stellte sich auch die Frage, ob ihre amerikanische Staatsbürgerschaft schon bei der Geburt ihres Sohnes auf diesen übertragen wurde. 1994 verklagte Breyer das Medienunternehmen CBS, das ihn in einem Bericht mit Iwan dem Schrecklichen verglichen hatte. Es kam jedoch nicht zu einem Prozess, weil Breyer nicht vor Gericht erschien.
Im Jahr 2013 erstellte die Staatsanwaltschaft Weiden einen Haftbefehl und einen Antrag zur Auslieferung Breyers nach Deutschland, wobei ihm Beihilfe zum Mord an 216.000 Juden vorgeworfen wurde, die in 158 Transporten aus Ungarn, der Tschechoslowakei und dem Deutschen Reich nach Auschwitz-Birkenau deportiert worden waren. Am 17. Juni 2014 kam Breyer in Untersuchungshaft und wurde am 19. Juli in ein Krankenhaus eingeliefert, wo er am 22. Juli 2014 starb. Einen Tag später bewilligte ein amerikanisches Gericht den deutschen Antrag auf Auslieferung.
Breyer wird vermutlich die letzte Person gewesen sein, die von der US-Regierung wegen ihrer Tätigkeit in der SS verfolgt wurde.